# Lajos Zilahy
Lajos Zilahy (Nagyszalonta, Hungría, 27 de marzo de 1891 - Novi Sad, Serbia, 1 de diciembre de 1974) fue un novelista y dramaturgo húngaro.

## Biografía
Nació en Nagyszalonta, Austria-Hungría (llamada Salonta en Rumania) en Transilvania, por aquel entonces parte del Reino de Hungría del Imperio Austrohúngaro. Estudió Derecho en la Universidad de Budapest antes de servir en el ejército austrohúngaro durante la Primera Guerra Mundial, siendo destinado al frente del este, donde resultó herido. Esta experiencia le sirvió para escribir su libro Las cárceles del alma (Két fogoly).
También trabajó en el cine. Su novela de 1928 Algo flota en el agua (Valamit visz a víz) fue filmada dos veces. Su obra de teatro El general se filmó como El pecado virtuoso en 1930 y como El rebelde en 1931.
Entre 1940 y 1944 dirigió la revista de arte Híd (El Puente). Se opuso tanto al fascismo como al comunismo. En 1939 fundó un estudio cinematográfico llamado Pegazus, que funcionó hasta finales de 1943. Pegazus produjo películas y Zilahy dirigió algunas de ellas. En 1944, su obra Fatornyok (Torres de madera) fue prohibida. A principios de la década de 1940 donó todos sus bienes al Tesoro Público para que los utilizara en la educación de la juventud en la paz mundial, lo que dio lugar a la creación de la Kitűnőek Iskolája (Escuela para la excelencia).
Él mismo escribió el guion de 1943 y lo codirigió con Gusztáv Oláh en Hungría con el título internacional en inglés Something Is in the Water. El guion checoslovaco fue escrito por Imre Gyöngyössy, Ján Kadár y Elmar Klos, y dirigido por los dos últimos con un reparto serbio, eslovaco, húngaro, checo y estadounidense en el Danubio, en Eslovaquia, con el título de Deseo llamado Anada en checo (Touha zvaná Anada, 1969) y en eslovaco (Túžba zvaná Anada), con Adrift como título en inglés.
Lajos Zilahy llegó a ser Secretario General del PEN húngaro, pero sus opiniones liberales le enfrentaron, primero, al régimen derechista de Horthy y, más tarde, al gobierno comunista de posguerra. Zilahy abandonó Hungría en 1947, y pasó el resto de su vida exiliado en Estados Unidos, donde completó A Dukay család (Los Dukay), una trilogía de novelas (Résmetszet alkonyat, A dühödt angyal, Bíbor évszázad) (El siglo en escarlata, Los Dukay, El ángel furioso) que relata la historia de una ficticia familia aristocrática húngara desde la época napoleónica hasta mediados del siglo XX. Murió en Novi Sad, Serbia, entonces parte de Yugoslavia.
Varias de sus novelas se han traducido al alemán, búlgaro, checo, danés, eslovaco, esloveno, español (principalmente), estonio, finés, francés, holandés, inglés, italiano, japonés, polaco, rumano, serbocroata, sueco y turco, y algunas de sus obras de teatro al alemán, italiano y español. Existe una edición de sus cuentos en español y algunos de sus relatos se han traducido al alemán, búlgaro, croata, eslovaco, español, estonio, francés, hindi, inglés, italiano, polaco, portugués y sueco, y algunos de sus poemas al alemán.

## Obra

### Novelas
- Primavera mortal (1922)
- Los dos prisioneros (también traducida como Las cárceles del alma o El cuerpo del alma) (1927)
- Siberia (1928)
- Valamit visz a víz (Algo flota sobre el agua) (1928)
- A szökevény (El desertor) (1930).[5]
- Két fogoly (Las cárceles del alma) (1931)
- El alma se apaga (también traducida como También el alma se extingue) (1932)
- La ciudad errante (también traducida como La ciudad vagabunda) (1939)
- A dukay család (Los Dukay) (1949).[6]
- Résmetszet alkonyat (1949)
- A dühödt angyal (El ángel enfurecido) (1953)
- El siglo feliz (1960)
- Bíbor évszázad (1965)
- El amor de un antepasado mío
- Las armas miran hacia atrás
- Vida serena

### Dramaturgia
- El pájaro de fuego (1932)
- El general (1928)
- El sol brilla (también traducida como Hace sol) (1924)

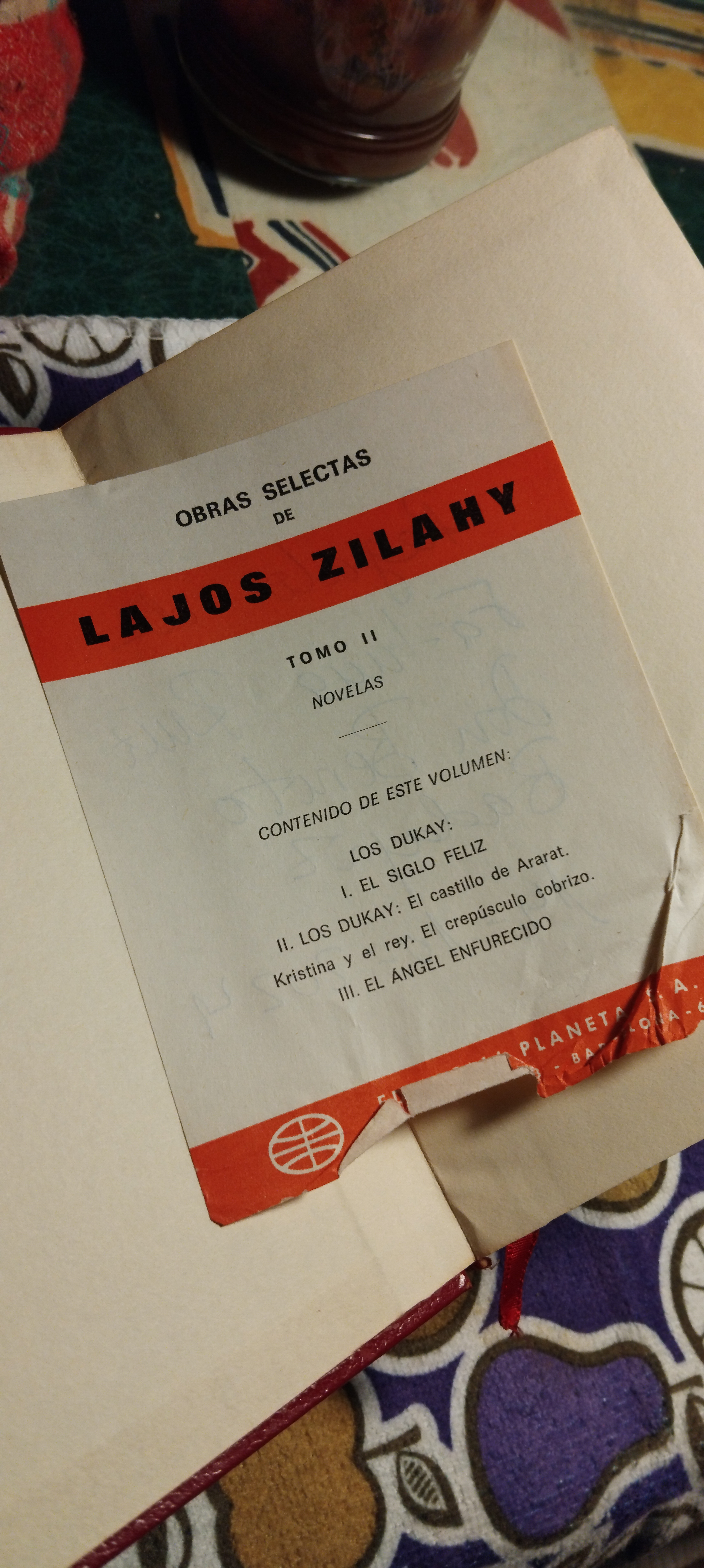
Lajos Zilahy

- El último papel
- La cierva blanca